# I. bojna skupina (Slovensko domobranstvo)
I. bojna skupina je bila bojna skupina (v moči bataljona), ki je delovala v sestavi Slovenskega domobranstva med drugo svetovno vojno.

## Zgodovina
Bojna skupina je bila ustanovljena decembra 1943 in bila februarja 1944 razpuščena. Skupina je imela nalogo varovati varnostni obroč okoli Ljubljane.

## Poveljstvo
Poveljniki
- stotnik Rudolf Marn
- stotnik Jožef Derganc
- stotnik Emil Cof

## Sestava
- štab
- 11. četa
- 12. četa
- 13. četa
- 14. četa
- 15. četa
- 16. četa
- 17. četa
- 18. četa
- 19. četa
- 20. štabna četa